# Arabe libanais
L'arabe libanais (aussi appelé dialecte libanais) est une variante de l'arabe levantin parlée au Liban.